# 35기 명인전 (일본)
35기 명인전은 일본의 바둑기전으로 2008년 10월부터 예선 B,C조 경기가 시작되었다. 2009년 12월부터 9명이 본선 풀리그를 진행해 도전자를 가리고, 2010년 9월부터 34기 명인타이블 보유자 이야마 유타 명인과 7번기를 가진다.

## 대회 일정
| 구분      | 일정                     |
| --------- | ------------------------ |
| 예선 B, C | 2008년 10월 - 2009년 4월 |
| 예선 A    | 2009년 4월 - 7월         |
| 최종 예선 | 2009년 8월 - 10월        |
| 본선      | 2009년 12월 - 2010년 8월 |
| 도전기    | 2010년 9월 - 10월        |

## 본선 리그
본선리그는 전기 본선 성적 상위6명과 최종예선을 거쳐 선발한 3명이 풀리그를 통해 진행한다. 덤은 6집반. 제한시간은 각자 5시간에 60초 초읽기 5회이다.
| 서열 | 기사명                       | 장쉬 | 야마다 | 타카오 | 사카이 | 오가타 | 조치훈 | 왕밍완 | 유키 | 미조 | 성적   | 순위 |
| 1    | 장쉬 (張栩)                  | -    | 승     |        |        |        |        |        | 패   | 승   | 2승1패 |      |
| 2    | 야마다 기미오 (山田規三生)   | 패   | -      |        |        |        |        | 패     | 패   |      | 3패    |      |
| 3    | 다카오 신지 (高尾紳路)       |      |        | -      | 승     | 승     |        | 승     |      | 승   | 4승    |      |
| 4    | 사카이 히데유키 (坂井秀至)   |      |        | 패     | -      | 승     | 승     |        | 승   |      | 4승1패 |      |
| 5    | 오가타 마사키 (小県真樹)     |      |        | 패     | 패     | -      |        | 패     |      | 패   | 4패    |      |
| 6    | 조치훈                       |      |        |        | 패     |        | -      | 승     |      | 승   | 2승1패 |      |
| 7    | 왕밍완 (王銘エン)            |      | 승     | 패     |        | 승     | 패     | -      |      |      | 2승2패 |      |
| 7    | 유키 사토시 (結城聡)         | 승   | 승     |        | 패     |        |        |        | -    |      | 2승1패 |      |
| 7    | 미조카미 토모치카 (溝上知親) | 패   |        | 패     |        | 승     | 패     |        |      | -    | 1승3패 |      |

### 상세결과
| 12월 3일 | 타카오 신지 | 백1.5집승 | 사카이 히데유키 | 덤:6집반 제한시간:각 5시간 60초5회 |

| 12월 3일 | 유키 사토시 | 백불계승 | 야마다 키미오 | 덤:6집반 제한시간:각 5시간 60초5회 |

| 12월 10일 | 왕밍완 | 백불계승 | 오가타 마사키 | 덤:6집반 제한시간:각 5시간 60초5회 |

| 12월 10일 | 조 치 훈 | 백불계승 | 미조카미 토모치카 | 덤:6집반 제한시간:각 5시간 60초5회 |

| 1월 7일 | 장쉬 | 백불계승 | 야마다 키미오 | 덤:6집반 제한시간:각 5시간 60초5회 |

| 1월 7일 | 왕밍완 | 흑불계승 | 타카오 신지 | 덤:6집반 제한시간:각 5시간 60초5회 |

| 1월 14일 | 미조카미 토모치카 | 백1.5집승 | 오가타 마사키 | 덤:6집반 제한시간:각 5시간 60초5회 |

| 1월 21일 | 장쉬 | 흑불계승 | 유키 사토시 | 덤:6집반 제한시간:각 5시간 60초5회 |

| 1월 21일 | 조 치 훈 | 흑불계승 | 사카이 히데유키 | 덤:6집반 제한시간:각 5시간 60초5회 |

| 2월 4일 | 미조카미 토모치카 | 흑불계승 | 타카오 신지 | 덤:6집반 제한시간:각 5시간 60초5회 |

| 2월 4일 | 조 치 훈 | 백불계승 | 왕밍완 | 덤:6집반 제한시간:각 5시간 60초5회 |

| 2월 11일 | 사카이 히데유키 | 백불계승 | 오가카 마사키 | 덤:6집반 제한시간:각 5시간 60초5회 |

| 3월 4일 | 오가타 마사키 | 흑불계승 | 타카오 신지 | 덤:6집반 제한시간:각 5시간 60초5회 |

| 3월 4일 | 유키 사토시 | 흑불계승 | 사카이 히데유키 | 덤:6집반 제한시간:각 5시간 60초5회 |

| 3월 11일 | 야마다 키미오 | 흑5.5집승 | 왕밍완 | 덤:6집반 제한시간:각 5시간 60초5회 |

| 3월 18일 | 미조카미 토모치카 | 흑8.5집승 | 장쉬 | 덤:6집반 제한시간:각 5시간 60초5회 |